# Tierras bajas de Kubán-Azov
Las tierras bajas de Kubán-Azov (en ruso: Кубано-Приазовская низменность, Kubano-Priazóvskaya nizmennost) o tierras bajas del Kubán (Прикубанская низменность, Prikubánskaya nizmennost) es una región de llanuras extendida por la Rusia europea meridional, en la zona occidental de Ciscaucasia.
Está delimitada: al oeste, por las aguas del mar de Azov; al sur, por la cordillera del Cáucaso; al norte, por la depresión de Kuma-Manych; y al este, por las alturas de Stávropol. La llanura tiene una altitud media de 100-150 m sobre el nivel del mar. Su principal eje geográfico es el río Kubán. Cabe destacar asimismo el río Yeya que discurre en su parte septentrional.
El clima de la zona tiende a ser continental, con inviernos moderadamente fríos, veranos calurosos y precipitaciones no muy abundantes (400-600 mm anuales de media). La vegetación predominante es la de la estepa, caracterizada por las herbáceas y el suelo de chernozem desarrollado sobre el sustrato carbonático.
En la zona se han hallado yacimientos de hidrocarburos.